# Yak Rivais
« Rivais » redirige ici. Pour l’article homophone, voir Rivet.
 (mai 2023).
Si vous disposez d'ouvrages ou d'articles de référence ou si vous connaissez des sites web de qualité traitant du thème abordé ici, merci de compléter l'article en donnant les références utiles à sa vérifiabilité et en les liant à la section « Notes et références ».
Yak Rivais (pseudonyme de Yannick Rivais), né à Fougères (Ille-et-Vilaine) le 21 octobre 1939, est un écrivain qui se consacre principalement à la littérature jeunesse.

## Biographie
Bien qu'essentiellement connu pour son travail d'écrivain, Yak Rivais a également été peintre  jusqu'en 1982 et instituteur, à Nogent-le-Rotrou puis à Paris, jusqu'en 1994.
En tant qu'auteur, il commence à publier des livres pour adultes dès 1966 dont le tout-premier roman en images, L’Effrayant périple du Grand-Espion, chez Pierre Belfond et Aventures du général Francoquin, publié par Raymond Queneau en 1967, ainsi que sa suite, Le Condottiere en 1971, qui recevront tous deux le Prix de l’humour noir. Il a fait des dessins humoristiques, participant notamment à Fluide glacial, Spirou et à l'Almanach Vermot. Touche-à-tout, il a aussi écrit un roman pornographique, L'Éducation gentiment sale, sous le pseudonyme de Carlotta Simpson, en 1982, aux éditions de la Brigandine.
Il a fait de la radio (France Culture), et dirigé des collections jeunesse aux éditions Belfond et Archipel. En 1996, il participe à un ouvrage collectif pro-serbe, intitulé Les Serbes et nous, aux éditions l'Âge d'homme, où il étrille plusieurs articles du Monde, de Libération et de La Croix.
C’est en 1984 que Yak Rivais commence à écrire pour la jeunesse, des élèves lui réclamant des histoires à partir de leurs rêves (Série des Enfantastiques et série des jeux d’écriture). Sa carrière prend alors de l'essor et il devient écrivain spécialiste des jeux d’écriture. Il a reçu pour ses livres pour la jeunesse une trentaine de prix, dont le Prix Bretagne, le prix Côte d’opale, Cigale d’or de Marseille, prix de Cherbourg, Prix des Mille lecteurs, etc. Deux C.D.I de collèges et une école maternelle-primaire au Petit-Fougeray (35) portent son nom aujourd’hui.
Ses écrits sont essentiellement ancrés sur le fantastique et les contes en particulier, et sur les jeux de mots. On peut considérer que ses livres Les Sorcières sont N.R.V, Contes du miroir et Le métro mé pa tro publiés en 1988-1989 sont à l'origine de l'essor des ateliers d'écriture dans les collèges (Yak Rivais animait des ateliers depuis 1959). Les Demoiselles d'A., centon moderne publié en 1979, est un roman constitué exclusivement de citations (750 au total) provenant de 406 auteurs différents, d'Eugène Ionesco à Honoré de Balzac. Il a reçu le Prix de l'anticonformisme, Grand jury des lettres pour ce livre, réédité en 2000 à la Mémoire du Livre. Il a été président des Prix de l’Humour Noir jusqu’en 2007.
Parmi les derniers livres parus, citons Fables impertinentes, qui présente 60 fables de La Fontaine récrites fidèlement sur 60 règles de jeux d’écritures différents, Gargantua, une adaptation illustrée du texte de Rabelais pour les enfants, ou Une épée pour Gildas Larzac, un roman de cape et d'épée pour adolescents.

## Œuvres

### Romans
- Série Les Enfantastiques (15 titres)

1. Ça alors ! (1984)
2. Impossible ! (1985)
3. Pas de panique ! (1986)
4. Saperlipopette (1987)
5. Allons bon ! (1989)
6. Quelle affaire ! (1989)
7. Et voilà le travail ! (1990)
8. T'Occupe (1993)
9. Mille sabords ! (1992)
10. C'est enfantastique (1995)
11. Formidiable (1993)
12. Bizarre bazar (1996)
13. C'est partiii ! (2000)
14. Caramba  (2003)
15. Bonjour les enfantastiques (2007)

- Série Petit Grounch (3 titres)

1. Petit Grounch à l'école   (1987)
2. Petit Grounch fait du théâtre (1990)
3. Petit Grounch et ses amis (1999)

- Série Contes du cimetière  (7 titres et 13 films, K7 et DVD)

1. Contes du cimetière après la pluie  (1997)
2. Contes du cimetière sous l'arc-en-ciel (1998)
3. Contes du cimetière au soleil couchant  (1999)
4. Contes du cimetière avant l'orage (2000)
5. Contes du cimetière au vent d'automne (2001)
6. Contes du cimetière dans le brouillard (2002)
7. Contes du cimetière aux beaux jours  (2004)

- Série Mouche (3 titres)

1. Mouche et la vieille aux cheveux rouges (1997)
2. Mouche et la sorcière (1991)
3. Mouche et la mère Podcha (1994)

- Série Contes et Jeux Littéraires (x titres)

1. Les Sorcières sont N.R.V.  (1988)
2. Les Contes du miroir (1988)
3. Le Métro mé pas tro  (1991)
4. La Marmitenchantée (1992)
5. Moi pas grand mais moi malin (1994)
6. Les sept sœurs Sapin (1995)
7. Le Rhinocérossignol et la Coca-Kaola (1997)
8. Petit homme et les princesses (1997)
9. L.F.H.É la sorcière ! (1999)
10. C'est bête mais saynètes ! (2001)
11. L'ogre et l'acrostiche (2001)
12. Satan bouche un coin  (2002)
13. Tit-Mozart  (2003)
14. Fa fuffit ! (2006)

- L’Effrayant Périple du Grand Espion, éditions Pierre Belfond, Paris, 1966
- Aventures du général Francoquin au pays des frères cyclopus (1967, réédition 2011)
- Hérésie de Carolus Boörst (1968)
- Le Condottiere (1971, réédition 2011)
- Les Demoiselles d'A. (1979)
- L'Éducation gentiment sale (1982) (sous le pseudonyme de Carlotta Simpson)
- Intrigues de Cour (roman dessiné) (1983)
- Cause toujours  (1984)
- Milady, mon amour (1986)
- Je serai danseuse (1989)
- Allons bons, nouveaux contes de la rue Marcel-Aymé (1989)
- Petit-Arbre cherche ses frères, illustrations de Carlos Braché (1989)
- Lumières noires (nouvelles pour adultes) (1991)
- Contes extraogredinaires (1992)
- Petit Noël deviendra grand (1992)
- Le Géant des mers et autres contes (1993)
- Diable ! (1996)[3]
- Un conte qui compte (1998)
- Viens jouer dans le bac à fables ! (1998)
- Le Génie de la valise (1999)
- L'Affaire Barbe-Bleue (2000)
- Les Enquêtes de Glockenspiel (2000)
- La Petite Graine (album) (2002)
- La Princesse qui voulait se marier (2002)
- Au petit malheur la chance (2003)
- Les boîtes aux lettres ont-elles des dents ? (illustrations pour Pierre Louki) (2004)
- Les Trois Boîtes magiques (2004, réédition numérique 2011)
- Luc et Lola (album) (2004)
- Le petit cochon impeccablement impeccable (2005)
- S.O.S. Merlin ! (2005)
- La Sorcière et l'Ordinateur (Éveil et Découvertes) (2009)
- La famille Bonhomme chez la Reine d'Angleterre (Éveil et Découvertes) (2009)
- L'Affaire casquette (Éveil et Découvertes) (2009)
- Gargantua (2011)
- Une épée pour Gildas Larzac (2012)
- Les Ficelles du pantin (2012)
- Spymaster vs Blackspider (roman dessiné, 2012)
- Des euros plein le sac ! (2013)
- L'enfant qui disait que les autres n'étaient pas comme lui (2013)
- J'entends des bruits (2013)
- Aventures d'un lingot (2014)
- L'Affaire Lebois d'Ormant (2014)
- Dehors ! Les héros sont A.J.T. (2015)

### Essais
- Série  Jeux d’écriture

1. 140 jeux pour lire vite (1990)
2. Jeux de langage et d'écriture, pour l’œil et l’oreille (livre scolaire) (1992, réactualisé en 2009)
3. Jeux de langage et d'écriture : Littératurbulences (1992)
4. Pratique des jeux littéraires en classe (1993)
5. Rythmes et jeux de langage de la maternelle au collège (1999)
6. Vous me la copierez 300 fois ! (l'art d'accommoder une phrase) (2000)
7. Tu causes, tu causes ! (essai sur le fonctionnement de l’oral) (2001)
8. L'Art H.O.P. l'humour noir (l'humour noir dans les arts plastiques) (2004)
9. Les zinzins volent-ils sans zèle ? (dessins) (2006)
10. Des jeux visuels pour devenir un bon lecteur (2007)
11. Ovule et Spermato (essai) (2007)
12. Grammaire impertinente (essai) (1989, réactualisée en 2008)
13. Jeux d'écriture et de langage impertinents - Tome 1 : L'œil et l'oreille (2009)
14. Jeux d'écriture et de langage impertinents - Tome 2 : Enchaînements et constructions (2009)
15. Fables impertinentes (2010)
16. L'Analyse grammaticale cent rires (2012)
17. Des jeux visuels pour se perfectionner en lecture (2024)
18. Conjugaison impertinente (réactualisé en 2008)